# Astana Open 2021 - Qualificazioni singolare femminile
Le qualificazioni del singolare femminile dell'Astana Open 2021 sono state un torneo di tennis preliminare per accedere alla fase finale della manifestazione. Le vincitrici dell'ultimo turno sono entrate di diritto nel tabellone principale. In caso di ritiro di una o più giocatrici aventi diritto a queste sono subentrati le lucky loser, ossia le giocatrici che hanno perso nell'ultimo turno ma che avevano una classifica più alta rispetto alle altre partecipanti che avevano comunque perso nel turno finale.

## Teste di serie
1. Lucia Bronzetti (ultimo turno)
2. Katie Boulter (qualificata)
3. Lesja Curenko (qualificata)
4. Aleksandra Krunić (qualificata)
5. Natal'ja Vichljanceva (qualificata)
6. Valerija Savinych (primo turno)

1. Urszula Radwańska (ultimo turno, Lucky loser)
2. Monica Niculescu (ultimo turno, ritirata)
3. Anastasija Zacharova (qualificata)
4. Julija Hatouka (qualificata)
5. Samantha Murray Sharan (ultimo turno)
6. Valerija Strachova (ultimo turno)

## Qualificate
1. Julija Hatouka
2. Katie Boulter
3. Lesja Curenko

1. Aleksandra Krunić
2. Natal'ja Vichljanceva
3. Anastasija Zacharova

### Lucky loser
1. Urszula Radwańska

## Tabellone

### Legenda
| - Q = Qualificato - WC = Wild card - LL = Lucky loser | - ALT = Alternate - SE = Special Exempt - PR = Protected Ranking | - w/o = Walkover - r = Ritirato - d = Squalificato |

### Sezione 1
|  | Primo turno | Primo turno        | Primo turno        | Primo turno | Primo turno |  |  | Ultimo turno | Ultimo turno    | Ultimo turno | Ultimo turno | Ultimo turno |  |
|  |             |                    |                    |             |             |  |  |              |                 |              |              |              |  |
|  | 1           | Lucia Bronzetti    | Lucia Bronzetti    | 6           | 6           |  |  |              |                 |              |              |              |  |
|  | WC          | Jana Sizikova      | Jana Sizikova      | 2           | 4           |  |  | 1            | Lucia Bronzetti | 4            | 6            | 63           |  |
|  | WC          | Gozal' Aınıtdınova | Gozal' Aınıtdınova | 3           | 1           |  |  | 10           | Julija Hatouka  | 6            | 3            | 7            |  |
|  | 10          | Julija Hatouka     | Julija Hatouka     | 6           | 6           |  |  |              |                 |              |              |              |  |

### Sezione 2
|  | Primo turno | Primo turno            | Primo turno            | Primo turno | Primo turno |  |  | Ultimo turno | Ultimo turno           | Ultimo turno           | Ultimo turno | Ultimo turno |  |
|  |             |                        |                        |             |             |  |  |              |                        |                        |              |              |  |
|  | 2           | Katie Boulter          | Katie Boulter          | 6           | 6           |  |  |              |                        |                        |              |              |  |
|  | WC          | Dana Baidaulet         | Dana Baidaulet         | 2           | 1           |  |  | 2            | Katie Boulter          | Katie Boulter          | 6            | 6            |  |
|  | PR          | Angelina Gabueva       | Angelina Gabueva       | 4           | 3           |  |  | 11/PR        | Samantha Murray Sharan | Samantha Murray Sharan | 0            | 4            |  |
|  | 11/PR       | Samantha Murray Sharan | Samantha Murray Sharan | 6           | 6           |  |  |              |                        |                        |              |              |  |

### Sezione 3
|  | Primo turno | Primo turno       | Primo turno       | Primo turno | Primo turno |  |  | Ultimo turno | Ultimo turno      | Ultimo turno      | Ultimo turno | Ultimo turno |  |
|  |             |                   |                   |             |             |  |  |              |                   |                   |              |              |  |
|  | 3           | Lesja Curenko     | Lesja Curenko     | 6           | 6           |  |  |              |                   |                   |              |              |  |
|  |             | Rutuja Bhosale    | Rutuja Bhosale    | 0           | 3           |  |  | 3            | Lesja Curenko     | Lesja Curenko     | 7            | 6            |  |
|  | WC          | Sofiya Chursina   | Sofiya Chursina   | 3           | 3           |  |  | 7            | Urszula Radwańska | Urszula Radwańska | 5            | 1            |  |
|  | 7           | Urszula Radwańska | Urszula Radwańska | 6           | 6           |  |  |              |                   |                   |              |              |  |

### Sezione 4
|  | Primo turno | Primo turno             | Primo turno             | Primo turno | Primo turno |  |  | Ultimo turno | Ultimo turno       | Ultimo turno       | Ultimo turno | Ultimo turno |  |
|  |             |                         |                         |             |             |  |  |              |                    |                    |              |              |  |
|  | 4           | Aleksandra Krunić       | Aleksandra Krunić       | 6           | 6           |  |  |              |                    |                    |              |              |  |
|  |             | Dar'ja Mišina           | Dar'ja Mišina           | 2           | 1           |  |  | 4            | Aleksandra Krunić  | Aleksandra Krunić  | 6            | 6            |  |
|  | WC          | Yekaterina Dmitrichenko | Yekaterina Dmitrichenko | 2           | 2           |  |  | 12           | Valerija Strachova | Valerija Strachova | 3            | 1            |  |
|  | 12          | Valerija Strachova      | Valerija Strachova      | 6           | 6           |  |  |              |                    |                    |              |              |  |

### Sezione 5
|  | Primo turno | Primo turno           | Primo turno        | Primo turno | Primo turno |  |  | Ultimo turno | Ultimo turno          | Ultimo turno          | Ultimo turno          | Ultimo turno |  |
|  |             |                       |                    |             |             |  |  |              |                       |                       |                       |              |  |
|  | 5           | Natal'ja Vichljanceva | 6                  | 3           | 6           |  |  |              |                       |                       |                       |              |  |
|  | WC          | Tatyana Nikolenko     | 0                  | 6           | 1           |  |  | 5            | Natal'ja Vichljanceva | Natal'ja Vichljanceva | Natal'ja Vichljanceva | w/o          |  |
|  |             | Emily Webley-Smith    | Emily Webley-Smith | 1           | 1           |  |  | 8            | Monica Niculescu      | Monica Niculescu      | Monica Niculescu      |              |  |
|  | 8           | Monica Niculescu      | Monica Niculescu   | 6           | 6           |  |  |              |                       |                       |                       |              |  |

### Sezione 6
|  | Primo turno | Primo turno          | Primo turno          | Primo turno | Primo turno |  |  | Ultimo turno | Ultimo turno         | Ultimo turno         | Ultimo turno | Ultimo turno |  |
|  |             |                      |                      |             |             |  |  |              |                      |                      |              |              |  |
|  | 6           | Valerija Savinych    | 6                    | 2           | 2           |  |  |              |                      |                      |              |              |  |
|  |             | Ekaterina Jašina     | 4                    | 6           | 6           |  |  |              | Ekaterina Jašina     | Ekaterina Jašina     | 2            | 3            |  |
|  |             | Ekaterina Kazionova  | Ekaterina Kazionova  | 3           | 2           |  |  | 9            | Anastasija Zacharova | Anastasija Zacharova | 6            | 6            |  |
|  | 9           | Anastasija Zacharova | Anastasija Zacharova | 6           | 6           |  |  |              |                      |                      |              |              |  |